# Александр Бустаманте
Вільям Александр Кларк Бустаманте (англ. William Alexander Clarke Bustamante, 24 лютого 1884 — 6 серпня 1977) — державний і політичний діяч держави Ямайка.

## Життєпис
Народився 24 лютого 1884 року. Батько — ірландський католик і плантатор на Ямайці — Роберт Костантін Кларк, мати — змішаного походження. Довгий час жив і працював за межами Ямайки — в Іспанії, США, Кубі. В молоді роки взяв собі псевдонім Бустаманте на честь свого друга — іспанського капітана Бустаманте. В 1932 році повернувся на Ямайку, де створив у 1938 року Профспілку промислових робітників. У 1943 році створив ЛПЯ.
З 1953 по 1955 роки — прем'єр-міністр автономної колонії Великої Британії Ямайка. 1962—1967 роки — перший прем'єр-міністр незалежної Ямайки.
Помер 6 серпня 1977 року на Ямайці.  Похований в Національному парку Героїв у Кінгстоні.